# Casa Lustron de E.L. Newman
La Casa Lustron de E.L. Newman es una residencia histórica ubicada en Sheffield, Alabama, Estados Unidos.

## Historia
La casa fue comprada en 1949 por E.L. Newman. Es una de las cinco casas Lustron existentes en The Shoals, y es uno de los modelos Westchester de dos habitaciones de la compañía. La casa fue incluida en el Registro Nacional de Lugares Históricos en 2000.

## Descripción
La casa tiene una estructura de metal con un tejado a dos aguas y está cubierta con paneles de esmalte de porcelana color canela. La fachada tiene dos ventanas con marco de aluminio, cada una de ellas con un gran panel flanqueado por cuatro paneles verticales, uno en una bahía que se proyecta ligeramente. El interior contiene las paredes y techos metálicos originales y los armarios y estantes empotrados. En la década de 1960, se agregó un porche de vidrio cerrado en la parte trasera.